# Visconde de Pinhel
Visconde de Pinhel é um título nobiliárquico criado por D. Luís I de Portugal, por Decreto de 12 de Julho de 1888, em favor de Manuel António de Almeida, depois 1.º Conde de Pinhel.
Titulares
1. Manuel António de Almeida, 1.º Visconde e 1.º Conde de Pinhel.